# Frøydis Kvåle
Frøydis Kvåle (født 25. maj 1971 på Voss) er en norsk forfatter. Hun er uddannet ved Universitetet i Bergen og Højskolen i Oslo. Kvåle har studeret kunst, religion og terapi og har skrevet to romaner om terapeutiske processer. Hun debuterede med Ping pong luftballong, en roman som omhandler en løsrivningsfase, og fulgte op med Glassblåserens mund, en roman om et barns sorgproces. Begge romaner er udforskninger af polariteter og grænser.